# Hyèvre-Paroisse
Hyèvre-Paroisse ist eine französische Gemeinde mit 192 Einwohnern (Stand: 1. Januar 2022) im Département Doubs in der Region Bourgogne-Franche-Comté.

## Geographie
Hyèvre-Paroisse liegt auf 275 m, sechs Kilometer ostnordöstlich von Baume-les-Dames und etwa 34 Kilometer ostnordöstlich der Stadt Besançon (Luftlinie). Das Dorf erstreckt sich in einer Talweitung des Doubs auf der rechten nördlichen Seite des Flusses, in den äußersten nordwestlichen Höhenzügen des Juras, am Westfuß der Montagne du Chaillon.
Die Fläche des 8,79 km² großen Gemeindegebiets umfasst einen Abschnitt des Doubstals. Der Doubs fließt hier mit mehreren Windungen durch eine meist rund 500 m breite flache Talaue nach Westsüdwesten und bildet gleichzeitig die Wasserstraße des Rhein-Rhône-Kanals. Vor dem Eintritt in die Talweitung von Hyèvre-Paroisse passiert er die Jura-Randkette in einem tief eingeschnittenen, klusartigen Durchbruchstal. Das Tal wird von steilen Hängen flankiert, die verschiedenenorts Felswände, Höhlen und Vorsprünge zeigen, darunter der Fauteuil de Gargantua westlich des Dorfes. Der Flusslauf bildet stets die südliche Grenze. Der Gemeindeboden umfasst im westlichen Teil den sonnenexponierten nördlichen Talhang mit der Geländeterrasse von Bois-la-Ville. Die nördliche Grenze verläuft auf dem angrenzenden bewaldeten Bergkamm (548 m) oberhalb von Bois-la-Ville. Nach Nordosten erstreckt sich das Gemeindeareal in eine Mulde, die auf ihrer Nordseite von der Kalkhochfläche von Voillans, auf der Südseite von den bewaldeten Höhen der Jura-Randkette mit Montagne du Chaillon (mit 554 m die höchste Erhebung von Hyèvre-Paroisse), Bois de Branne (525 m) und Montfort (bis 520 m) begrenzt wird.
Zu Hyèvre-Paroisse gehört der Weiler Bois-la-Ville (380 m) auf einer Geländeterrasse am nördlichen Talhang des Doubs. Nachbargemeinden von Hyèvre-Paroisse sind Voillans und L’Hôpital-Saint-Lieffroy im Norden, Pays de Clerval mit Clerval, Branne und Roche-lès-Clerval im Osten, Hyèvre-Magny im Süden sowie Baume-les-Dames im Westen.

## Geschichte
Im Mittelalter gehörte Hyèvre zur Herrschaft Clerval, die im 14. Jahrhundert unter die Oberhoheit der Grafen von Montbéliard kam. Zusammen mit der Franche-Comté gelangte das Dorf mit dem Frieden von Nimwegen 1678 definitiv an Frankreich. Bis zur Zeit der Französischen Revolution bildeten Hyèvre-Paroisse und Hyèvre-Magny eine einzige Gemeinde. Zu einer Gebietsveränderung kam es 1972, als das vorher selbständige Bois-la-Ville mit Hyèvre-Paroisse fusionierte. Heute ist Hyèvre-Paroisse Teil des Gemeindeverbandes Doubs Baumois.

## Sehenswürdigkeiten
- Die einschiffige Kirche Saint-Pierre wurde 1750 errichtet.
- Waschhaus, erbaut 1848

|  |  |

## Bevölkerung
| Jahr                       | 1962 | 1968 | 1975 | 1982 | 1990 | 1999 | 2018 |
| Einwohner                  | 220  | 209  | 238  | 223  | 183  | 188  | 194  |
| Quellen: Cassini und INSEE |      |      |      |      |      |      |      |

Mit 192 Einwohnern (Stand 1. Januar 2022) gehört Hyèvre-Paroisse zu den kleinen Gemeinden des Départements Doubs. Während des 20. Jahrhunderts bewegte sich die Einwohnerzahl stets im Bereich zwischen 180 und 250 Personen.

## Wirtschaft und Infrastruktur
Hyèvre-Paroisse war bis weit ins 20. Jahrhundert hinein ein vorwiegend durch die Landwirtschaft (Ackerbau, Obstbau und Viehzucht) und die Forstwirtschaft geprägtes Dorf. Daneben gibt es heute einige Betriebe des lokalen Kleingewerbes, insbesondere in der Branche des Gastgewerbes. Mittlerweile hat sich das Dorf auch zu einer Wohngemeinde gewandelt. Viele Erwerbstätige sind deshalb Wegpendler, die in den größeren Ortschaften der Umgebung ihrer Arbeit nachgehen.
Die Ortschaft ist verkehrstechnisch gut erschlossen. Sie liegt an der Hauptstraße N83, die von Besançon nach Montbéliard führt. Der nächste Anschluss an die Autobahn A36 befindet sich in einer Entfernung von ungefähr zehn Kilometern. Eine weitere Straßenverbindung besteht mit Hyèvre-Magny. Hyèvre-Paroisse besitzt einen Bahnhof an der Eisenbahnstrecke Dole–Besançon–Belfort, der allerdings nicht mehr bedient wird.